# Edward I. Edwards
Edward I. Edwards, född 1 december 1863 i Jersey City, New Jersey, död genom självmord 26 januari 1931 i Jersey City, New Jersey, var en amerikansk demokratisk politiker och bankman. Han var guvernör i delstaten New Jersey 1920-1923. Han representerade sedan New Jersey i USA:s senat 1923-1929.
Edwards studerade vid New York University. Han studerade sedan juridik och var verksam inom bankbranschen. Han avancerade till verkställande direktör och styrelseordförande på First National Bank of Jersey City. Han var ledamot av delstatens senat 1918-1920. Han hade ett nära samarbete med den politiska bossen Frank Hague som var borgmästare i Jersey City och blev känd som "the grandaddy of Jersey bosses". Hague stödde Edwards i guvernörsvalet i New Jersey 1919. Edwards vann valet och tillträdde som guvernör i New Jersey 20 januari 1920.
Edwards utmanade sittande senatorn Joseph Sherman Frelinghuysen i senatsvalet 1922 och vann. Han stöddes igen av Hague och i kampanjen förespråkade han upphävandet av det rådande alkoholförbudet. Han hade redan i guvernörsvalet använt uttrycket "as wet as the Atlantic Ocean" och hans framgångsrika kampanjer blev i folkmun kända som applejackkampanjer efter alkoholdrycken.
Edwards kandiderade 1928 till omval. Han utmanades av republikanen Hamilton F. Kean. Den här gången kunde han inte utnyttja alkoholfrågan, eftersom även Kean tog starkt ställning mot förbudslagstiftningen. Kean besegrade Edwards med 57,8% av rösterna mot 41,8% för Edwards.
Edwards hustru avled 1928. Sedan försämrades förhållandet till bossen Hague. Han förlorade sin förmögenhet i Wall Street-kraschen och blev inblandad i en valfuskskandal. Han diagnosticerades sedan med cancer och han sköt sig 1931 i sitt hem i Jersey City.